# Serra do Jambeiro
A Serra do Jambeiro é a denominação de uma das diversas formações montanhosas que compõem o complexo da Serra do Mar.  Localiza-se nas bordas do vale do rio Paraíba do Sul, cruzando os municípios paulistas de São José dos Campos, Caçapava, Jambeiro e Redenção da Serra.

## Descrição

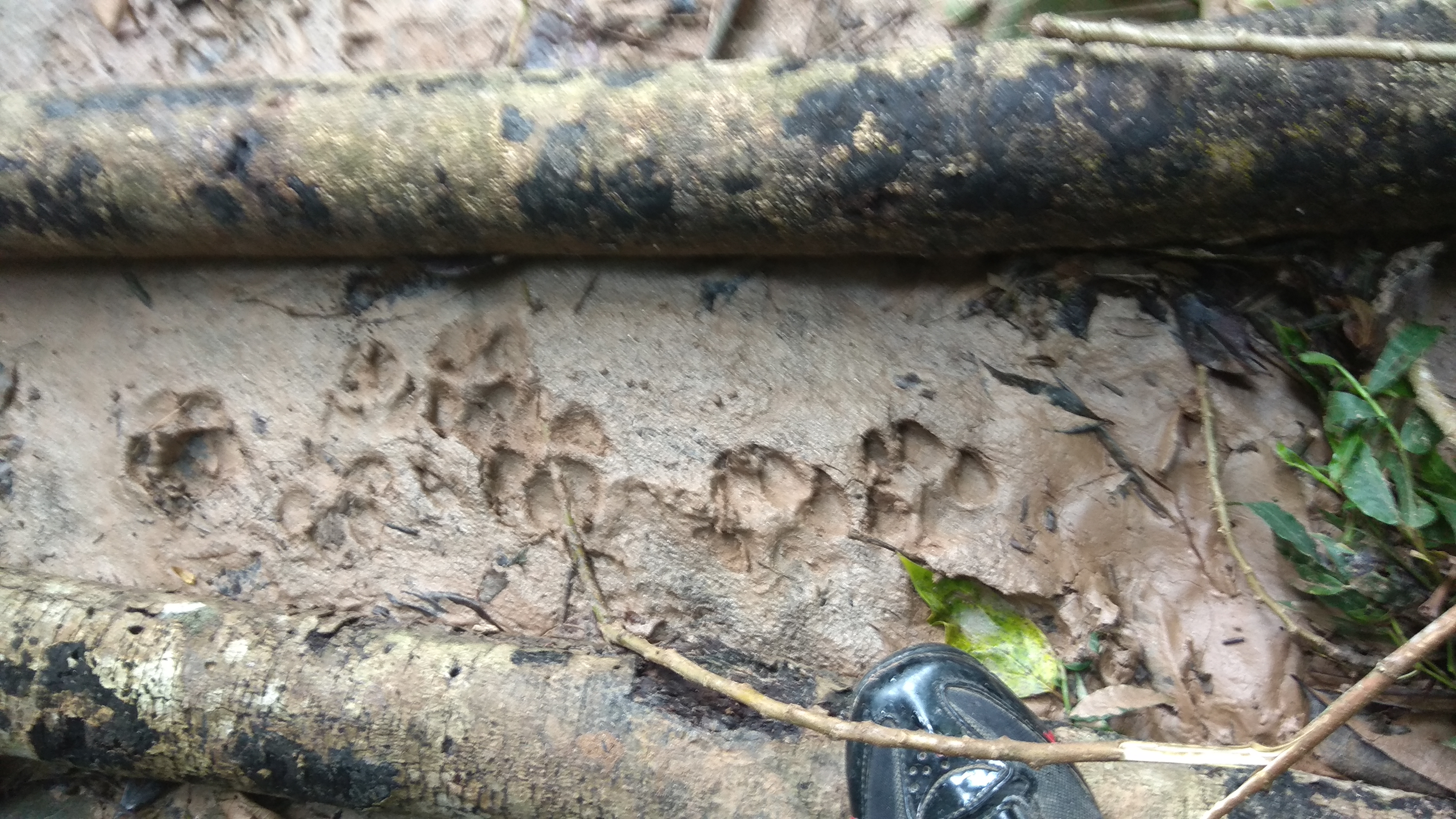
Pegadas de onça parda deixadas sobre a lama em trecho da Serra do Jambeiro.

A serra do Jambeiro abriga uma rica biodiversidade, com mata atlântica parcialmente preservada e diversas espécies de flora e fauna. A vegetação é predominantemente composta por árvores de grande porte e gramíneas típicas da região. 
O relevo montanhoso da serra do Jambeiro oferece paisagens  visualmente atrativas, com alguns picos que proporcionam vistas panorâmicas da região. Em seus pontos mais elevados, esta formação supera os 1000 metros de altitude em relação ao nível do mar, apresentando encostas relativamente íngremes e vales bem encaixados no relevo.
Esta serra é fonte de importantes recursos hídricos, com nascentes alimentando rios e córregos que cortam a cidade de São José dos Campos e também municípios vizinhos. Dentre os principais corpos d'água que nascem nessa área, destacam-se o rio Pararangaba, o ribeirão Vidoca e o ribeirão Putins, afluentes do rio Paraíba do Sul.

## Geologia
Sua origem está diretamente ligada aos mesmos processos geológicos que deram origem à Serra do Mar. Ao longo de milhões de anos, a erosão e o intemperismo esculpiram o relevo, dando origem às formas características de seus cumes e vales. Seu embasamento é composto principalmente por rochas cristalinas de origem ignea, principalmente granitos e por algumas formações metamórficas (gnaisses), as quais dão origens a solos bem desenvolvidos e com elevado grau de mineralização.